# Constantin Diaconu
Constantin Diaconu este un fost politician român, fost secretar de stat în cadrul Guvernului Adrian Năstase și fost președinte al Ministerului Sportului (2004–2005).